# Daviesia cordata
Daviesia cordata là một loài thực vật có hoa trong họ Fabaceae. Đây là loài bản địa của vùng tây nam của Tây Úc.
Loài này mọc thành bụi, cây cao từ 0,5 m đến 2 m.
Loài này được nhà thực vật học James Edward Smith miêu tả năm 1808 trong The Cyclopaedia.

## Hình ảnh

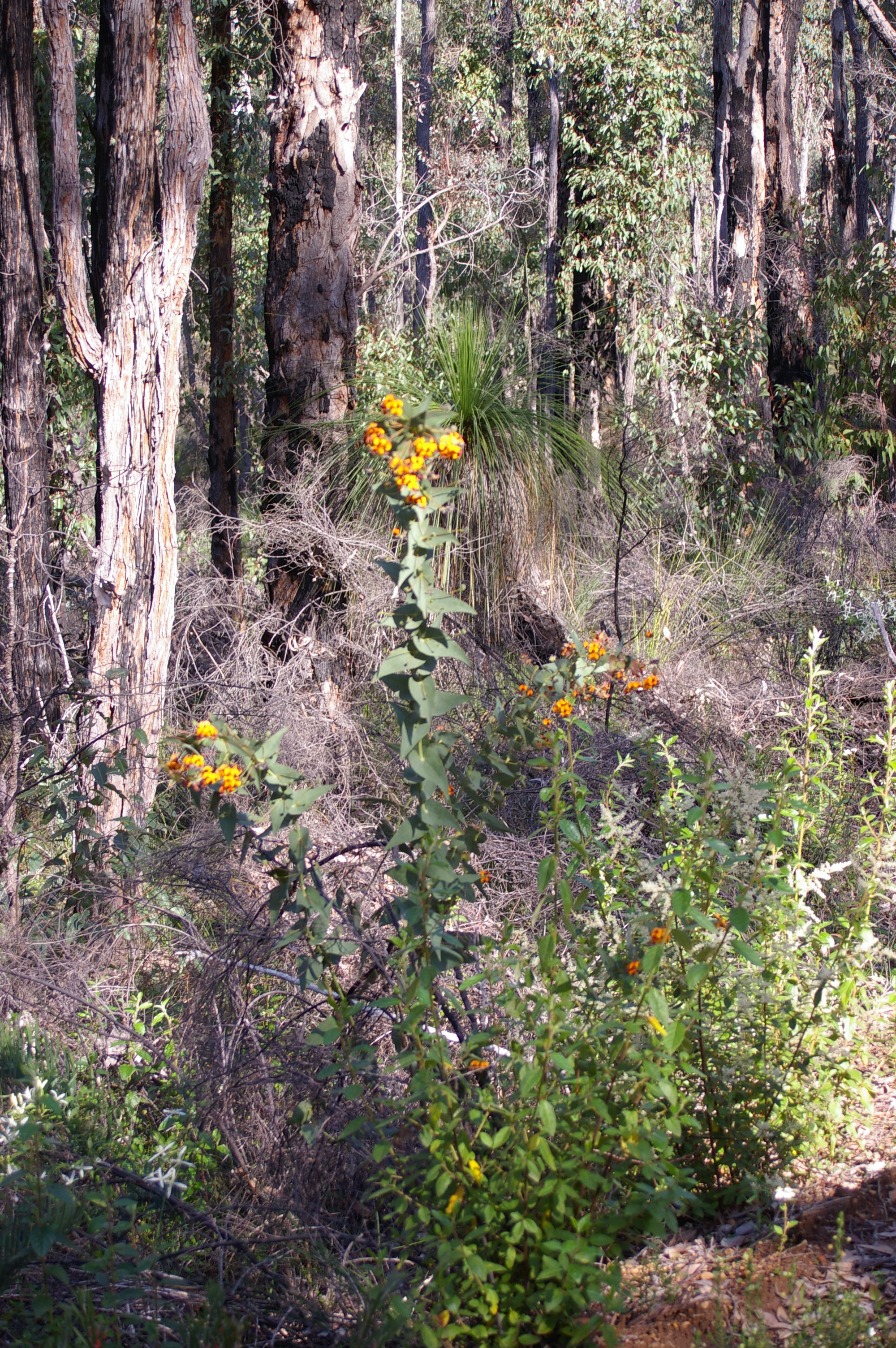
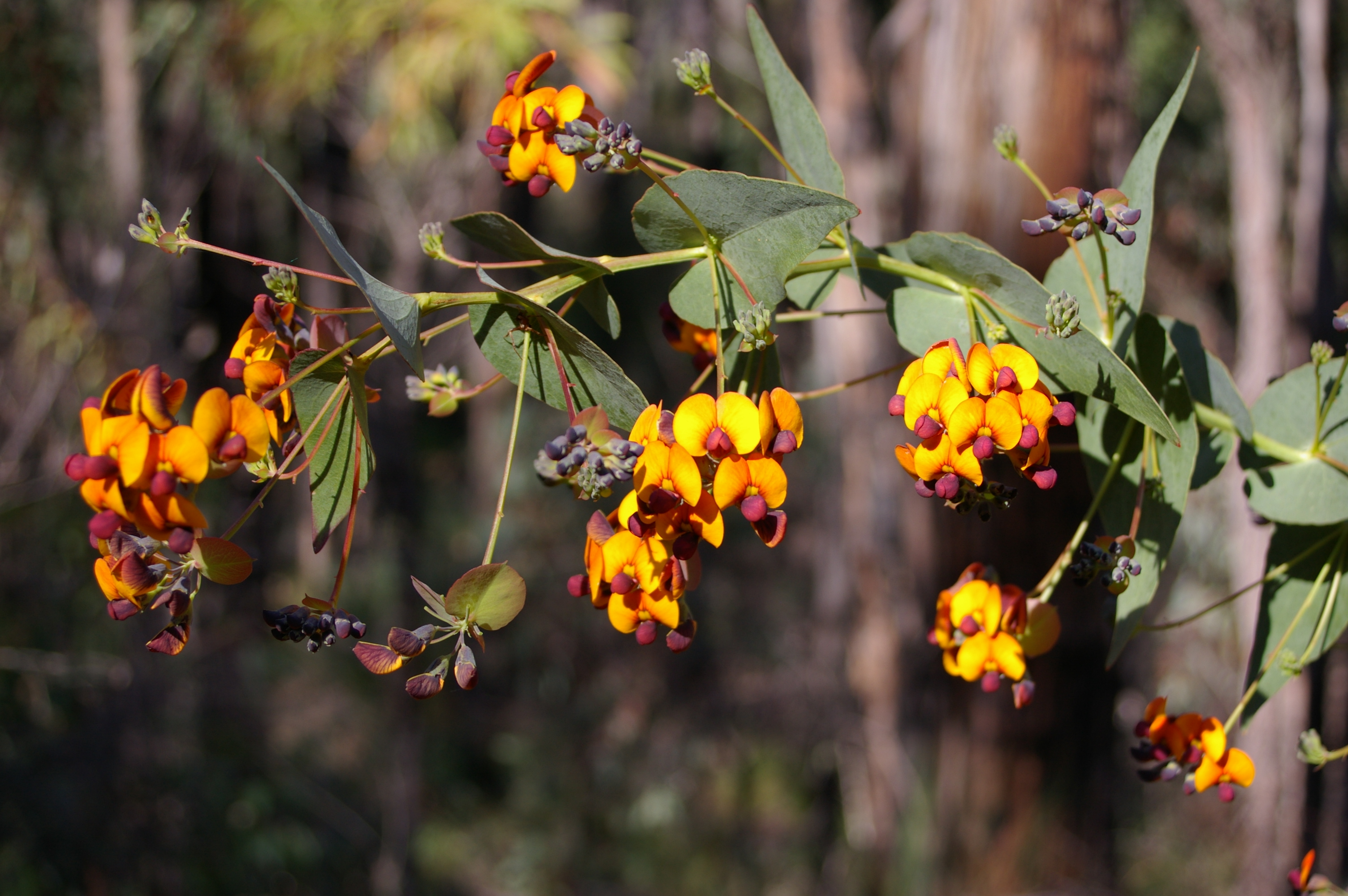